# Думбрава (Леспезь, Ясси)
Думбрава (рум. Dumbrava) — село у повіті Ясси в Румунії. Входить до складу комуни Леспезь.
Село розташоване на відстані 327 км на північ від Бухареста, 69 км на захід від Ясс.

## Населення
За даними перепису населення 2002 року у селі проживали 768 осіб.
Національний склад населення села:
| Національність   | Кількість осіб | Відсоток |
| ---------------- | -------------- | -------- |
| румуни           | 747            | 97,3%    |
| цигани           | 15             | 2,0%     |
| росіяни-липовани | 6              | 0,8%     |

Рідною мовою назвали:
| Мова      | Кількість осіб | Відсоток |
| --------- | -------------- | -------- |
| румунська | 759            | 98,8%    |
| російська | 5              | 0,7%     |